# Автошлях E381
E381, Європейський маршрут E381 — європейський автошлях, що бере свій початок в російському Орлі і закінчується в українському Києві. Довжина 591 кілометр.
E381 частково збігається з європейськими міжнародними автомагістраллю E101 і E105.

## Маршрут автошляху
Шлях проходить через такі міста:
- Росія: Орел — Калуга
- Україна: Глухів — Київ

Автошлях E381 проходить територією Росії та України.